# 拉加
拉加（Raga）是南蘇丹西北部的小鎮，由西加扎勒河州負責管轄，毗鄰與蘇丹和中非共和國接壤的邊界，位於首都朱巴西北約950公里，平均海拔高度545米，鎮上有機場設施，2010年人口3,700。

## 外部連結
- Location of Raga At Google Maps
- Profile At Places-in-the-world.com[]
- Firsthand Account of Visit To Raga, South Sudan （页面存档备份，存于）